# Idiota za granicą
Idiota za granicą – seria programów dokumentalno-podróżniczych o charakterze komediowym. Głównym bohaterem jest Karl Pilkington, wysłany przez swoich przyjaciół Ricky'ego Gervaisa i Stephena Merchanta w podróż do dalekich krajów po to, aby zobaczył siedem cudów świata i poznał egzotyczne kultury i mieszkańców.